# Русский космос
Русский космос — еженедельная информационная программа телестудии Роскосмоса выходит на телеканале GALAXY, который входит в пакет российского оператора спутникового телевидения «Триколор ТВ».
Каждую субботу, в программе «Русский космос», её ведущие — лётчик-космонавт, герой России Фёдор Юрчихин, радиоведущая радиостанции «Голос России» Мария Кулаковская, а так же журналист Алексей Самолётов приглашают учёных, космонавтов, специалистов космической отрасли и ищут ответы на актуальные вопросы космонавтики и астрономии.

## История
С апреля 2010 года по март 2011 года программа выходила на спутниковом познавательном канале «Моя планета» и телеканале Россия 2. (Хр. − 15 минут). В эфир вышло 41 выпуск программы.
С 11 февраля 2012 года программа «Русский космос» стала выходить на спутниковом телеканале «GALAXY-TV» в пакете программ «Триколор ТВ» в новом формате. Новый формат программы объединил ранее выходившие телепередачу с одноимённым названием «Русский космос» и радиопередачу «Космическая среда» на радиостанции «Голос России». Хронометраж программы увеличился до 26 минут.

## Выпуски
2012—2013 год:
1. Пилотируемая космонавтика (гость студии — Космонавт Фёдор Юрчихин, герой Российской Федерации, лётчик-космонавт Российской Федерации.).
2. Марс, Красная планета (гость студии — Игорь Георгиевич Митрофанов, доктор физико-математических наук, заведующий лабораторией Института космических исследований Российской Академии наук).
3. Женская космонавтика (гость студии — Елена Серова, космонавт-испытатель отряда космонавтов Роскосмоса).
4. Озеро «Восток». На пороге открытий (гость студии — Валерий Фёдорович Гальченко, директор Института микробиологии имени С. Виноградского РАН)
5. «Радиоастрон»: раскрыть тайны Вселенной (гость студии — Юрий Ковалев, руководитель ранней научной программы «Радиоастрон», ст. научный сотрудник Астрокосмического Центра ФИАН)
6. Жизнь на Венере: возможно ли это? (гость студии — Леонид Васильевич Ксанфомалити, главный научный сотрудник Института космических исследований РАН, специалист по исследованию планет, заслуженный деятель науки России).
7. Ракеты будущего (гость студии — Валерий Павлович Бурдаков, эксперт космического кластера инновационного фонда Сколково, профессор Московского авиационного института и заслуженный деятель науки России).
8. Чёрные дыры обитаемы? (гость студии — Вячеслав Иванович Докучаев, ведущий научный сотрудник Института ядерных исследований РАН)
9. «Магия цифр» и космическая топонимика (гость студии — Виктор Петрович Савиных, Дважды Герой Советского Союза, профессор Московского Государственного университета геодезии и картографии, член-корреспондент РАН, Председатель комиссии по космической топонимике РАН).
10. Музей космонавтики (гость студии — Александр Лазуткин, Герой России, Директор Мемориального музея космонавтики, лётчик-космонавт).
11. Космическая робототехника (гость студии — Валерий Павлович Богомолов, руководитель лабораторией космической робототехники Центрального НИИ машиностроения, академик Российской академии космонавтики имени Циолковского и Академии изобретательства).
12. Конца света не будет! (гость студии — Дмитрий Вибе, доктор физико-математических наук, заведующий отделом физики звёзд Института космических исследований РАН).
13. Две жизни Владимира Джанибекова (гость студии — лётчик-космонавт, Дважды Герой Советского Союза Владимир Александрович Джанибеков).
14. Жизнь обречена на зарождение (гость студии — заведующий лабораторией активной диагностики Института космических исследований РАН, доктор физико-математических наук, профессор Георгий Манагадзе).
15. Русский космизм (гость студии — Анастасия Гачева, доктор филологических наук, главный библиотекарь Музея-библиотеки Николая Фёдорова, основателя религиозно-философского учения Русского космизма).
16. Гражданский космос (гость студии — генеральный конструктор космической системы связи «Ямал» Николай Николаевич Севастьянов).
17. Луноход 1 (гость студии — водитель Лунохода-1, генерал-майор, заслуженный испытатель космической техники Вячеслав Георгиевич Довгань).
18. Меркурий (гость студии — Максим Литвак, ведущий научный сотрудник лаборатории космической гамма-спектроскопии Института космических исследований РАН).
19. Сеть телескопов-роботов «Мастер» (гость студии — научный сотрудник Государственного астрономического института имени Штернберга, один из создателей системы «МАСТЕР», Евгений Горбовской).
20. Движение Александра Иванченкова (гость студии — лётчик-космонавт, дважды Герой Советского Союза Александр Иванченков).
21. Сергей Крикалёв — «Человек-рекорд» (гость студии — Сергей Крикалёв, Герой Советского Союза, Герой России, первый заместитель директора ЦНИИ машиностроения по пилотируемым программам).
22. Физика Солнца (гость студии — доктор физико-математических наук, зав. лабораторией теоретического и экспериментального изучения солнечного ветра и его влияния на околоземное пространство Института космический исследований РАН Юрий Ермолаев).
23. Астероидно-кометная опасность (гость студии — Лидия Васильевна Рыхлова, заведующая лабораторией космической астрометрии Института астрономии РАН, заместитель председателя рабочей экспертной группы по космическим угрозам при Совете по космосу РАН).
24. Бозон Хиггса (гость студии — Дмитрий Горбунов, сотрудник Института ядерных исследований РАН, лауреат Премии президента России молодым учёным за цикл работ в области физики элементарных частиц и фундаментальных проблем эволюции Вселенной.
25. Космос как вдохновение (гость студии — специальный корреспондент студии Роскосмоса Наталья Бурцева).
26. Нейтрино, частица-призрак (гость студии — специалист в области экспериментальной ядерной физики, один из создателей Баксанской нейтринной обсерватории (БНО ИЯИ РАН), заведующий лабораторией галлий-германиевого нейтринного телескопа БНО, доктор физико-математических наук Владимир Николаевич Гаврин).
27. Радиоастрон: год на орбите! (гость студии — руководитель ранней научной программы «Радиоастрон», ст. научный сотрудник Астрокосмического Центра ФИАН Юрий Ковалёв.)
28. Катастрофы: взгляд сверху (гость студии — научный сотрудник Института географии РАН, кандидат географических наук, заведующий лабораторией ДЗЗ РАН Лев Васильевич Десинов).
29. Глубинная дегазация (гость студии — доктор геолого-минералогических наук, Владимир Леонидович Сывороткин).
30. Космические нанобиотехнологии (гость студии — Илья Дмитриевич Клабуков, председатель Оргкомитета конференции, старший научный сотрудник Лаборатории суперкомпьютерных технологий Iscalare МФТИ).
31. Марсианская миссия человечества (гость студии — Максим Мокроусов, ведущий разработчик аппаратуры ДАН, старший научный сотрудник лаборатории космической гамма-спектроскопии Института космических исследований РАН).
32. Спектр-РГ и современная космология (гость студии — Сергей Попов, доктор наук, ведущий научный сотрудник Государственного астрономического института имени Штернберга).
33. Фантастика вчера, сегодня, завтра… (гость студии — главный редактор журнала «Наука и жизнь» Елена Лозовская).
34. Лунный лифт (гость студии — научный сотрудник Института астрономии РАН, ведущий специалист НПО имени Лавочкина, доктор физико-математических наук Александр Викторович Багров).
35. Венера — «русская планета» (гость студии — доктор геолого-минералогических наук, профессор, заведующий лабораторией сравнительной планетологии Института ГЕОХИ имени Вернадского — Александр Тихонович Базилевский.)
36. Буран ещё вернётся (гость студии — Олег Дмитриевич Бакланов, министр общего машиностроения Советского Союза, который отвечал за подготовку программы «Энергия — Буран»).
37. Инкубатор для космонавтов (гость студии — лётчик-космонавт, Герой России, заместитель начальника ЦПК по подготовке космонавтов Олег Котов).
38. Итоги 2012 года (гость студии — Академик Российской академии наук, директор Института Космических Исследований РАН, профессор Лев Матвеевич Зелёный).
39. Найти жизнь на Ганимеде (гость студии — член-корреспондент РАН, заведующий лабораторией ГЕОХИ имени В. И. Вернадского, доктор химических наук Олег Львович Кусков.)